# Seabrina cistorum
Seabrina cistorum är en insektsart som beskrevs av Neves 1943. Seabrina cistorum ingår i släktet Seabrina och familjen ullsköldlöss. Inga underarter finns listade i Catalogue of Life.